# Herzeleid
Herzeleid (în română: „durere de inimă”) este albumul de debut al trupei germane de Neue Deutsche Härte, Rammstein. A fost lansat pe 29 septembrie 1995 prin casa de discuri Motor Music.
În 2005, Herzeleid s-a clasat pe locul 303 în cartea revistei „Rock Hard” din „The 500 Greatest Rock & Metal Albums of All Time”.

## Lista cântecelor
Toate melodiile sunt scrise și compuse de Rammstein (Richard Z. Kruspe, Paul Landers, Till Lindemann, Christian Lorenz, Oliver Riedel, Christoph Schneider). 
| Nr.             | Titlu                                                                      | Lungime |  |
| 1.              | „Wollt ihr das Bett in Flammen sehen?” (Vreți să vedeți patul în flăcări?) | 5:17    |  |
| 2.              | „Der Meister” (Maestrul)                                                   | 4:08    |  |
| 3.              | „Weisses Fleisch” (Carne albă)                                             | 3:35    |  |
| 4.              | „Asche zu Asche” (Cenușă în cenușă)                                        | 3:51    |  |
| 5.              | „Seemann” (Marinar)                                                        | 4:48    |  |
| 6.              | „Du riechst so gut” (Miroși atât de bine)                                  | 4:49    |  |
| 7.              | „Das alte Leid”                                                            | 5:44    |  |
| 8.              | „Heirate mich” (Căsătorește-te cu mine)                                    | 4:44    |  |
| 9.              | „Herzeleid” (Durere de inimă)                                              | 3:41    |  |
| 10.             | „Laichzeit”                                                                | 4:20    |  |
| 11.             | „Rammstein”                                                                | 4:25    |  |
| Lungime totală: | Lungime totală:                                                            | 49:28   |  |

## Personal
Rammstein
- Till Lindemann - vocal
- Richard Z. Kruspe - chitară
- Paul Landers - chitară ritmică
- Christian Lorenz - claviatură
- Oliver Riedel - chitară bas
- Christoph Schneider - tobe

Producție
- Jacob Hellner - producție
- Carl-Michael Herlöffson - producție
- Ronald Prent - mixing
- Emanuel Fialik - producție suplimentară pe melodia „Seemann”
- Olav Bruhn - producție suplimentară pe melodia „Seemann”

Artă vizuală
- Praler - fotografie, idee de copertă
- Dirk Rudolph - design de mânecă

Studio
- Chateau du Pape - mixing